# Ентеббе
Ентеббе — місто в Уганді, що було, резиденцією уряду протекторату Уганда, до здобуття незалежності в 1962 році. Ентеббе має міжнародний аеропорт, спільного базування, відомий драматичним порятунком 100 заручників викрадених терористами НФВП і Революційних осередків (ФРН).
Місто розташоване на північному березі озера Вікторія, за 37 км на південний схід від угандійської столиці Кампали, з якою сполучено автострадою. Входить до складу району Вакісо. Займає площу 56,2 км², з яких близько 20 км² припадають на водню поверхню.
Мовою луганда «Ентеббе» означає «те місце». Ймовірно, це пов'язано з тим фактом, що тут приймались судові рішення вождями Буганди. У 1893 році в Ентеббе британці облаштували адміністративний і діловий центр.
У 1947 році біля міста побудовано міжнародний аеропорт, який в 1976 році став ареною відомої контртерористичної операції, проведеної ізраїльською армією проти палестинського загарбання літака «Air France».
Серед визначних пам'яток Ентеббе можна назвати такі: національний ботанічний сад, заснований в 1898 році; освітній центр дикої природи (англ. Uganda Wildlife Education Center), який також є зоопарком; інститут вірусних досліджень (англ. Uganda Virus Research Institute); офіційна резиденція президента країни.

## Уродженці
- Бетті Окіно (* 1975) — американська гімнастка, олімпійська медалістка.

## Галерея

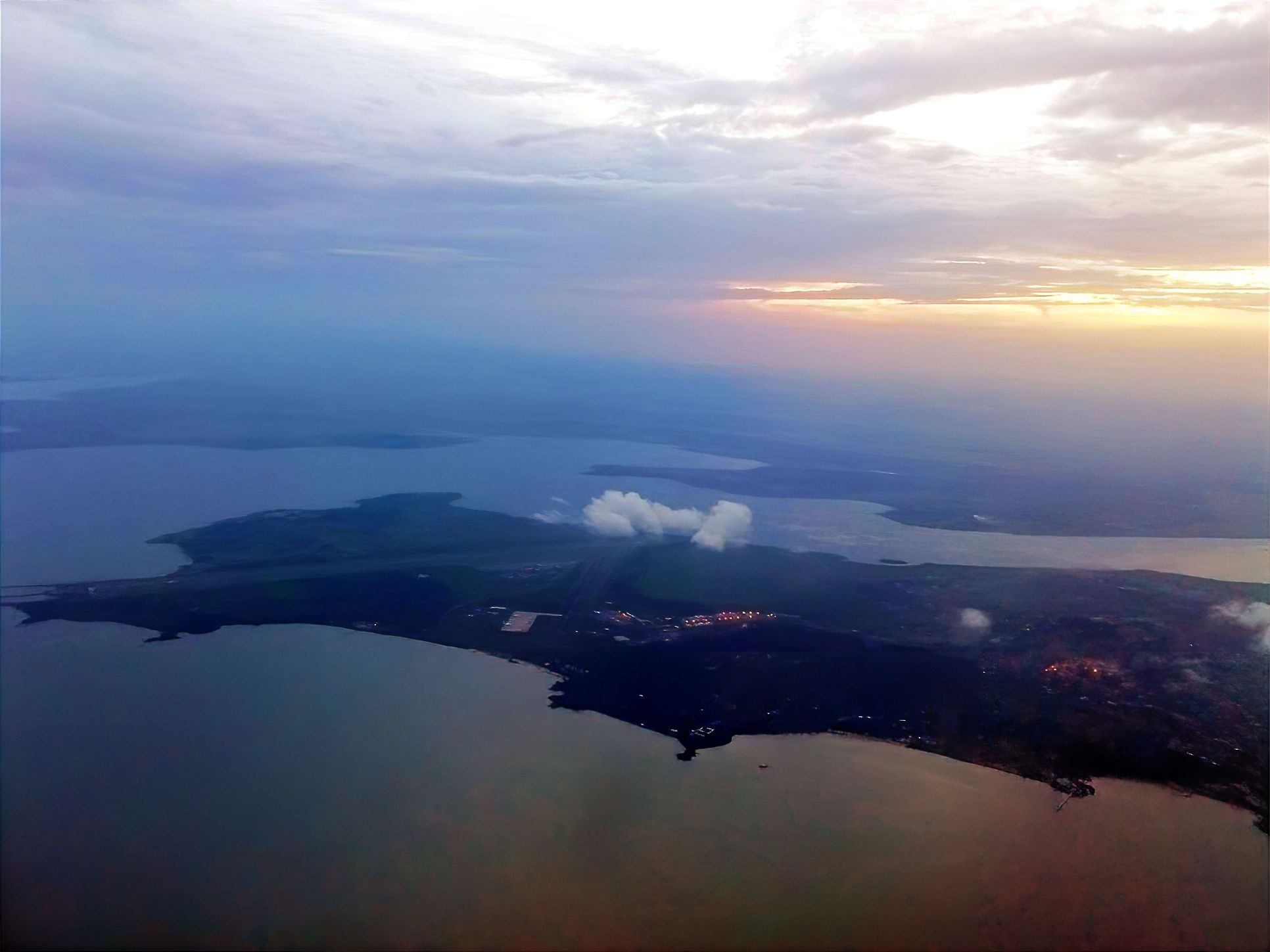
Захід сонця над Ентеббе
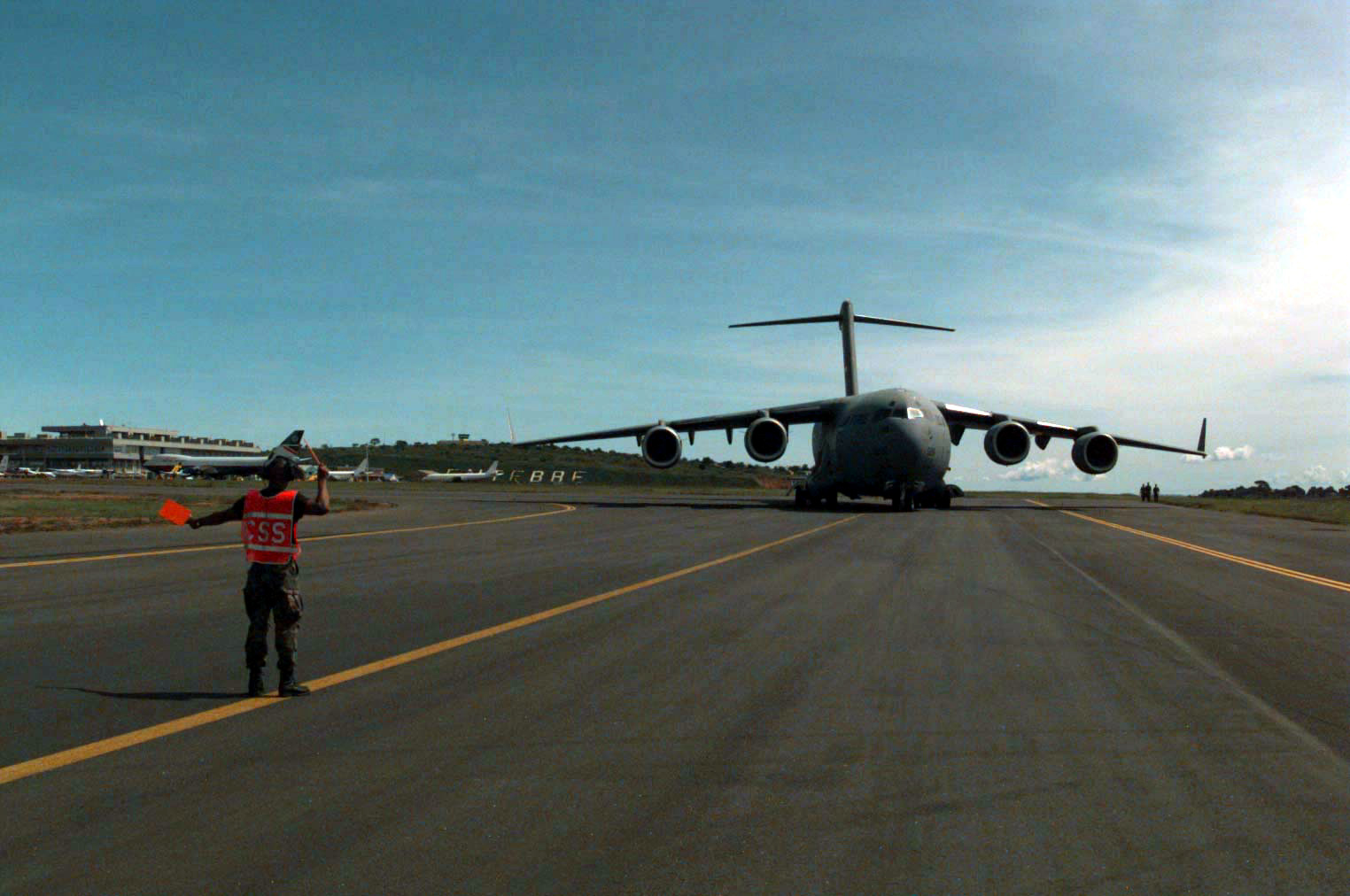
Міжнародний аеропорт Ентеббе
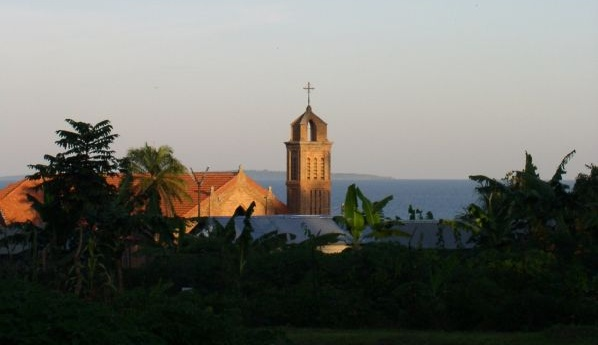
Церква Бугонга в Ентеббе
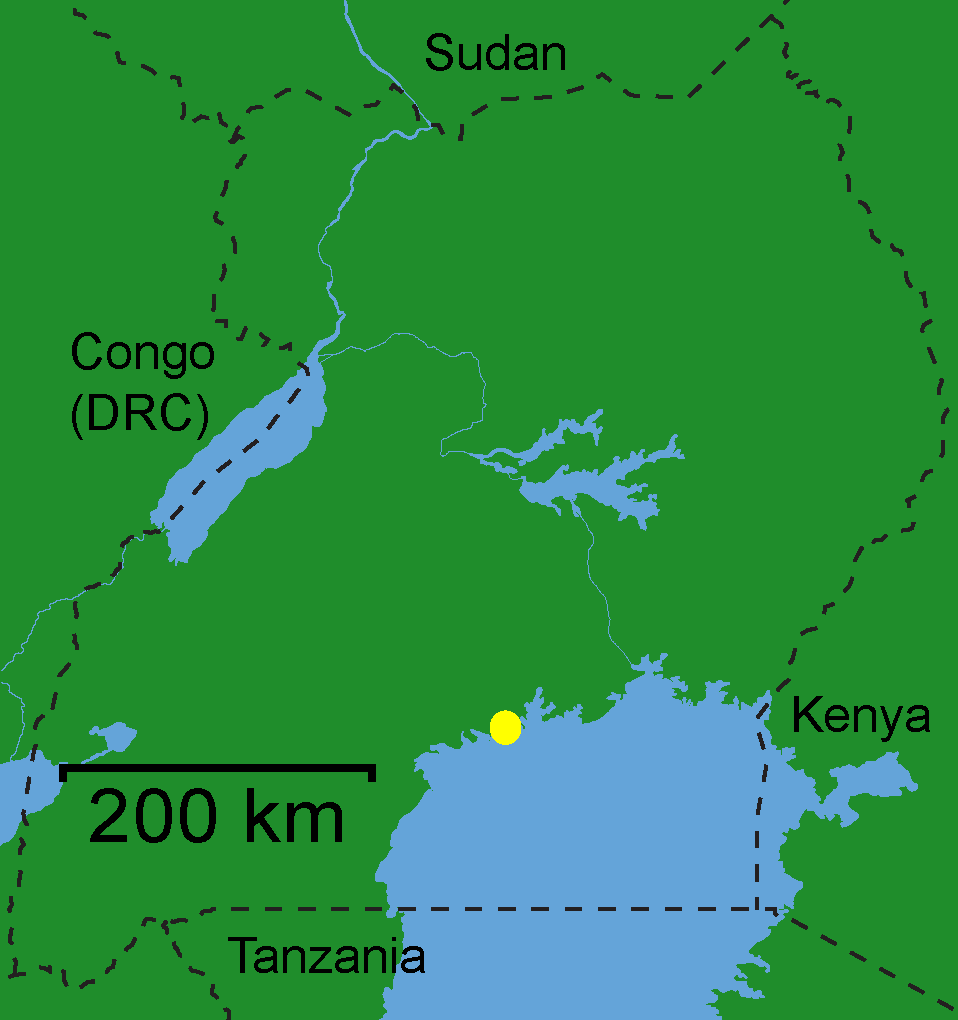
Ентеббе знаходиться на північному березі озера Вікторія